# Marwan Rechmaoui
Marwan Rechmaoui (ur. 1964 w Bejrucie) – libański artysta.
Studiował malarstwo i rzeźbę w Stanach Zjednoczonych. Brał udział w wielu wystawach, m.in. Missing Links, Art Practices from Lebanon (Kair, 2001), Mediterranean Metaphors II, Contemporary Art from Lebanon (Stambuł 2000), Contemporary Arab Representations (Barcelona 2002), Unveiled: New Art from the Middle East (Galeria Saatchi, Londyn 2009). Jego indywidualna wystawa odbyła się w 1998 roku we Francuskim Instytucie Kultury w Bejrucie. 
Mieszka i pracuje w Bejrucie.